# Hylesia penai
Hylesia penai är en fjärilsart som beskrevs av Lemaire 1988. Hylesia penai ingår i släktet Hylesia och familjen påfågelsspinnare. Inga underarter finns listade i Catalogue of Life.